# 室蘭運輸所
室蘭運転所（むろらんうんてんしょ）は、北海道室蘭市にある北海道旅客鉄道（JR北海道）本社鉄道事業本部の運転士が所属する組織である。事務所は東室蘭駅構内にある。

## 歴史

### 室蘭運転所
- 1906年（明治39年）10月 - 室蘭機関庫として開設。
- 1936年（昭和11年）9月 - 室蘭機関区に改称。
- 1985年（昭和60年）3月 - 鷲別機関区支区となる。
- 1987年（昭和62年）3月1日 - 室蘭運転区となる。
- 1990年（平成2年）3月 - 室蘭運転所に改称。

### 室蘭車掌所
- 1914年（大正3年）3月 - 室蘭車掌区として開設。
- 1929年（昭和4年）3月 - 室蘭車掌所に改称。
- 1936年（昭和11年）9月 - 室蘭車掌区に再改称。
- 1990年（平成2年）3月 - 室蘭車掌所に再改称。

### 室蘭運輸所
- 1994年（平成6年）3月1日 - 室蘭運転所と室蘭車掌所が合併し、室蘭運輸所開所[1]。
- 2012年（平成24）6月-札幌車掌所に車掌業務を移管、室蘭運転所に改称。